# Skolflygplan
- Övre vänster: Svensk SK 60B (Saab 105), svenskt militärt skolflygplan och lätt attackflygplan.
- Övre höger: Diamond DA20 lätt allmänflygplan, vanlig inom skolflygning.
- Undre vänster: Boeing-Saab T-7 Red Hawk, svensk-amerikanskt avancerat skolflygplan.
- Undre höger: Spansk E.16 (North American Texan), amerikanskt militärt skolflygplan.

Skolflygplan (militärförkortning: skfpl, typprefix: SK) är flygplan som avses för skolflygning, såsom grundskolning av pilotelever, kontrollflygning, avancerad flygövning av flygverksamhet och annat.
I modern tid utvecklas avsevärt färre skolflygplan än förr på grund av hög kostnad för ny framtagning och de praktiska möjligheterna att modernisera och renovera äldre typer. Utvecklingen av flygsimulatorer har även lett till att avancerad inskolning även kan utföras på marken, vilket minskar flygtimmarna på existerande skolflygplan och ökar livslängden på dess flygkroppar.

## Beskrivning
Skolflygplan förekommer främst som ändamålsbyggda konstruktioner med utgångspunkt att vara lämpliga för uppdraget i fråga, såsom passande flygegenskaper för utbildningen. För grundskolning ska flygegenskaperna helst vara utformade så att flygeleven kan begå misstag under gång (i luften och på marken) utan att dessa leder till haveri.

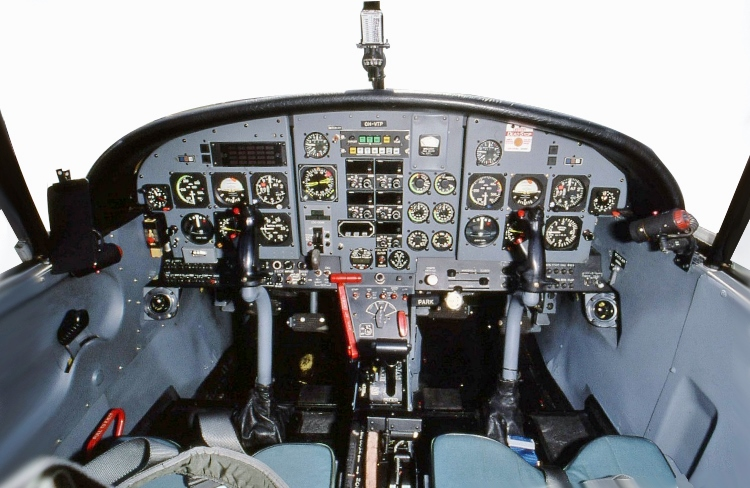
Valmet L-90 förarkabin med dubbla styrspakar.

Skolflygplan ska helst även ha tvåsitsig förarkabin så att flyglärare och flygelev skall kunna flyga samtidigt. I svensk FV-nomenklatur används två huvudsakliga begrepp i relation till detta:
- DK – dubbelkommando – skolflygning med flyglärare ombord[1][2]
- EK – enkelkommando – skolflygning utan flyglärare ombord[1][2]

Sätena kan vara placerade sida vid sida för att läraren ska kunna ha god uppsikt över elevens agerande, men de kan även vara tandemplacerade i rad efter varandra för att efterlikna ergonomin i en enkelkabin.
Skolflygplan behöver inte vara ändamålsbyggda, utan precis som med personbilar kan skolflygning utföras i flygplan avsedda för andra uppgifter, såsom allmänflyg, firmaflyg eller förbindelseflyg(en), etc. Exempel på allmänflygplan som lämpar sig väl för skolflyg är, Cessna 150, Cessna 152, Cessna 172 och Piper PA-28 Cherokee. Vissa historiska stridsflygplan med plats för en bakåtvänd tandemsittande kulspruteskytt (signalist) har även stundom kunnat modifieras till skolflygplan genom att vända signalistsätet 180° grader för att på så sätt skapa en plats för flygelev eller flyglärare.

## Avancerad skolflygning
- Övre vänster: Saab 105 avancerat skolflygplan och lätt attackflygplan.
- Övre höger: MiG-15UTI tvåsitsig (DK-modifierad) skolvariant av jaktplanet MiG-15.
- Undre vänster: Ö 1 (FVM/CVM Tummelisa), det första svenska övningsflygplanet från 1920.
- Undre höger: Jak-130(en) ryskt stridsövningsflygplan (Lead-In Fighter Trainer, LIFT) med olika vapen lastade.

### Avancerat skolflygplan
Vissa skolflygplan är konstruerade för avancerad skolflygning, ej inskolning, och är utrustade för att kunna öva olika former av flyguppdrag. Militärt kan sådana förslagsvis särskiljas som övningsflygplan (ålderdomligt) eller avancerat skolflygplan (engelska: advanced trainer) jämte "grundläggande skolflygplan" (engelska: basic trainer) och används för taktisk flygutbildning och viss flygslagsutbildning. De kan ofta lasta vapen för övningsändamål eller lätta attackuppdrag.
En annan variant är att bygga om vanliga stridsflygplan med tvåsitsig förarkabin för dubbelkommando (DK). Detta skapar mycket avancerade skolflygplan som ger flygelever en bra plattform för inskolning och typinflygning på just den ursprungliga stridstypen. De taktiska möjligheterna varierar men vissa exempel har nästintill samma taktiska förmågor som ursprungsplanet.

### Övningsflygplan
Begreppet övningsflygplan var ursprungligen en benämning som det svenska flygvapnet och dess föregångare använde under 1920- och 1930-talen för flygplan som var avsedda för ytterligare flygträning efter den grundläggande flygutbildningen. Övningsflygplanen och kunde användas för mer avancerad flygning än de skolflygplan som blivande piloter först fick flyga med. Övningsflygplanen betecknades med typprefixet Ö, med Ö 1 som första flygplanstyp med beteckningen (infört 1920) och Ö 9 som det sista (infört 1932). I och med 1940 års beteckningssystem skrotades benämning och sedan dess har ingen skillnad gjorts på övningsflygplan och skolflygplan, utan alla flygplan som är avsedda för skolflygning (grundläggande eller mer avancerad) benämns skolflygplan med typprefixet SK.
Särskiljningen har även förekommit utomlands. USA:s arméflygvapen (USAAF) kallade grundläggande skolflygplan för Basic Trainer (typprefix: BT) och avancerade skolflygplan för Advanced Trainer (typprefix: AT), samt i mindre utsträckning Basic Combat Trainer (typprefix: BC). I Tyskland har begreppet Übungsflugzeug ("övningsflygplan") förekommit stundom.

### Inledande jaktskolflygplan
I modern tid har ett nytt koncept för militär skolflygning börjat bli populär, på engelska kallat Lead-In Fighter Trainer (förkortat LIFT), ungefär ”inledande jaktskolflygplan” (ryska: учебно-боевой самолёт, "stridsövningsflygplan"). Konceptet tar över positionen som avancerat skolflygplan och har flygslagsutbildning (stridsutbildning) som utgångspunkt istället för taktisk flygutbildning.

## Typexempel
| Flygplan konstruerade för grundläggande skolflygning. - 1931 – De Havilland Tiger Moth - 1934 – Gotha Go 145 - 1935 – North American NA-16 - 1939 – Vultee V-54 Valiant - 1945 – Saab 91 Safir - 1946 – De Havilland Chipmunk - 1949 – Vickers Varsity - 1951 – Valmet Vihuri - 1958 – Malmö flygindustri MFI-9 - 1969 – Scottish Aviation Bulldog - 1971 – Saab Safari - 1975 – Valmet L-70 - 2010 – Grob G 120TP | Flygplan konstruerade för avancerad skolflygning. - 1935 – North American Texan - 1954 – BAC Jet Provost - 1961 – Soko G-2 Galeb - 1963 – Saab 105 - 1967 – BAC Strikemaster - 1971 – Mitsubishi T-2 - 1972 – Saab Supporter - 1974 – Hawker Siddeley Hawk - 1976 – Aermacchi MB-339 - 1978 – Soko G-4 Super Galeb - 1985 – Valmet L-90 - 1996 – Jakovlev Jak-130 - 2016 – Boeing-Saab T-7 Red Hawk |

| Varianter av stridsflygplan konstruerade med skolflygning som huvudsyfte (vanligen med dubbelkommando). - 1943 – Me 262 B-1a - 1946 – Jak-21 - 1948 – Jak-17UTI - 1949 – MiG-15UTI - 1950 – DH 115 Vampire - 1959 – SK 35C - 1962 – MiG-21UB - 1969 – MiG-23UB - 1972 – SK 37 - 1985 – Su-25UB - 1985 – MiG-29UB - 1996 – JAS 39B - 2002 – JAS 39D - 2017 – JAS 39F | Flygplan konstruerade för annat än enbart skolflygning som sedan blivit skolflygplan i större omfattning. - 1946 – Jak-15 - 1955 – Cessna 172 - 1957 – Cessna 150 - 1960 – Piper PA-28 Cherokee - 1978 – Cessna 152 |

## Bilder

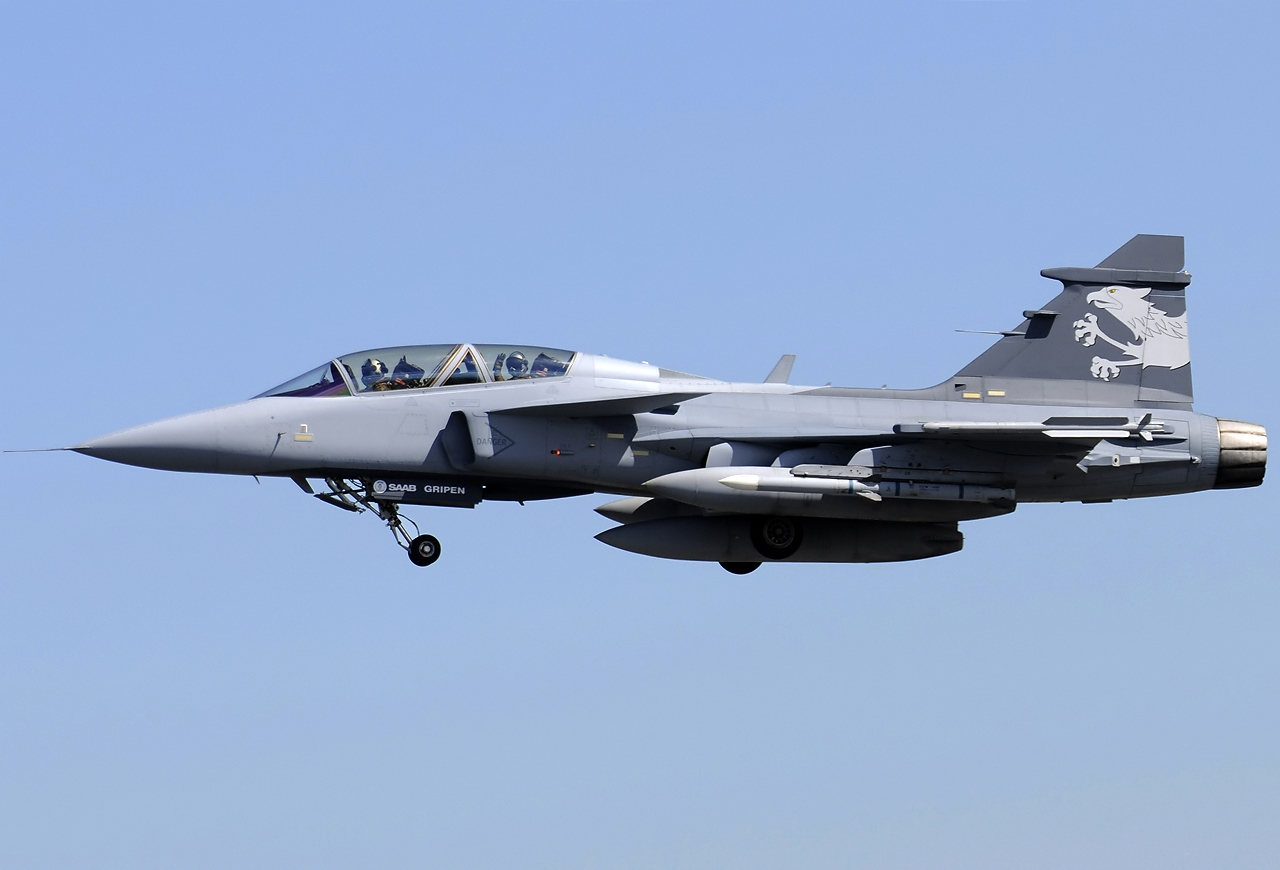
JAS 39F Gripen, tvåsitsig (DK-modifierad) skolvariant av JAS 39E Gripen
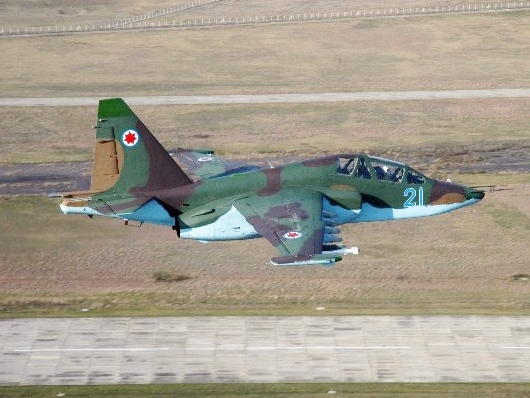
Su-25UB, skolvariant av Su-25
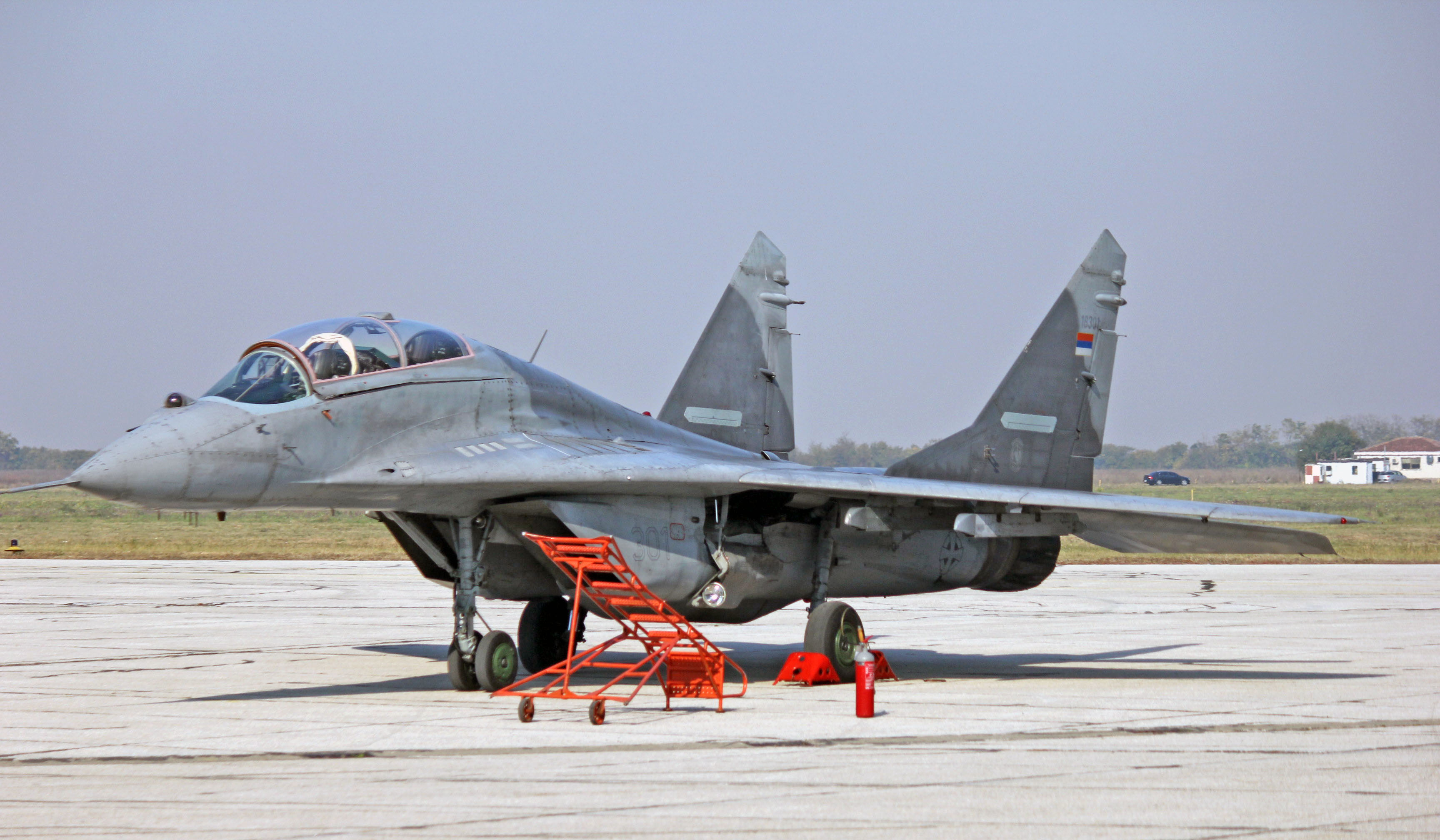
MiG-29UB, skolvariant av MiG-29
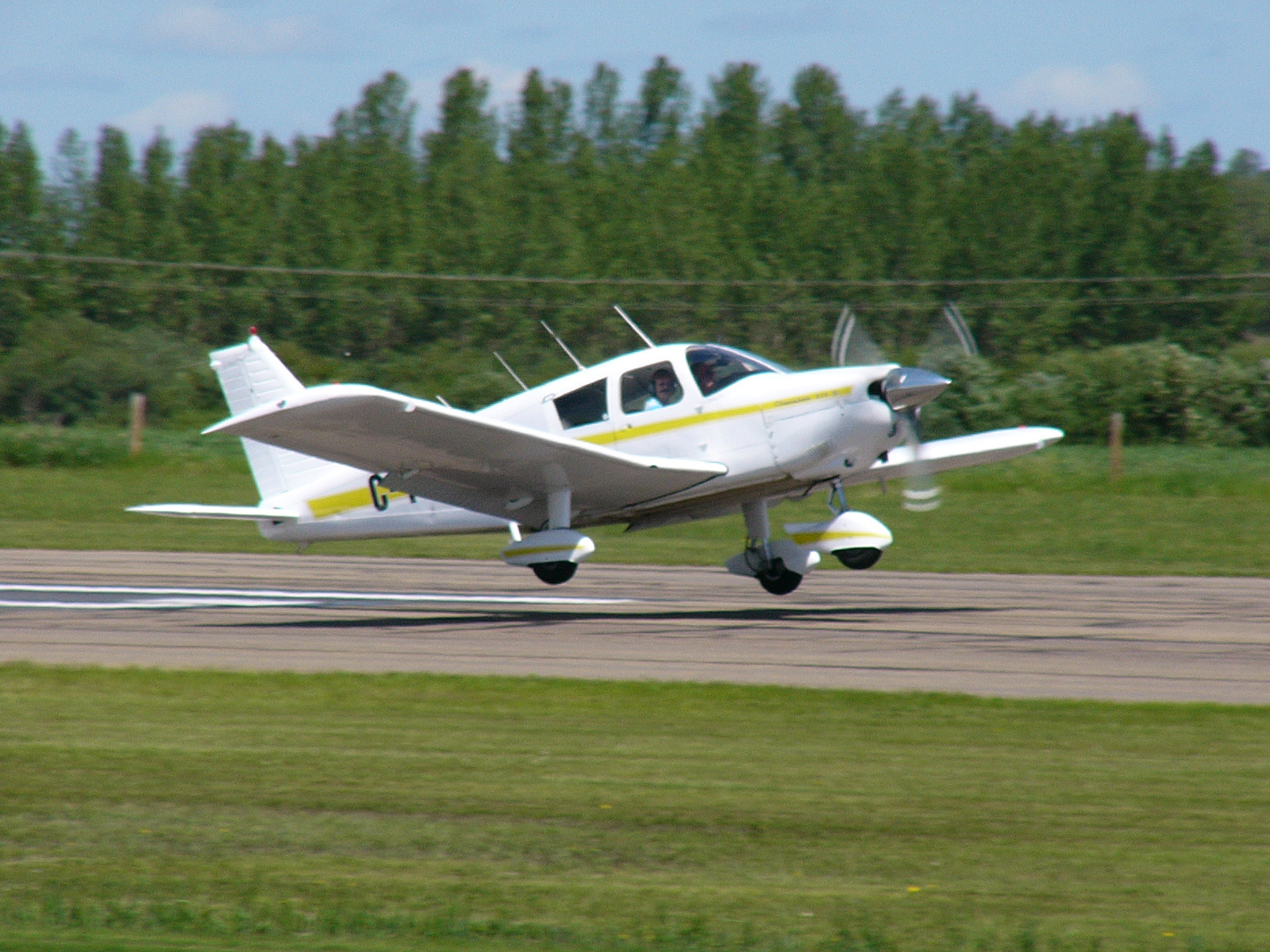
Piper PA-28 Cherokee, ett vanligt allmänflygplan inom skolflygning.